# Psittaculidae
Psittaculidae (папужки) — родина птахів ряду папугоподібних (Psittaciformes). Представники родини поширені в Африці, тропічній Азії, Австралії та Океанії.

## Класифікація
Родина ділиться на п'ять підродин: Platycercinae, Psittacellinae, Loriinae, Agapornithinae та Psittaculinae.

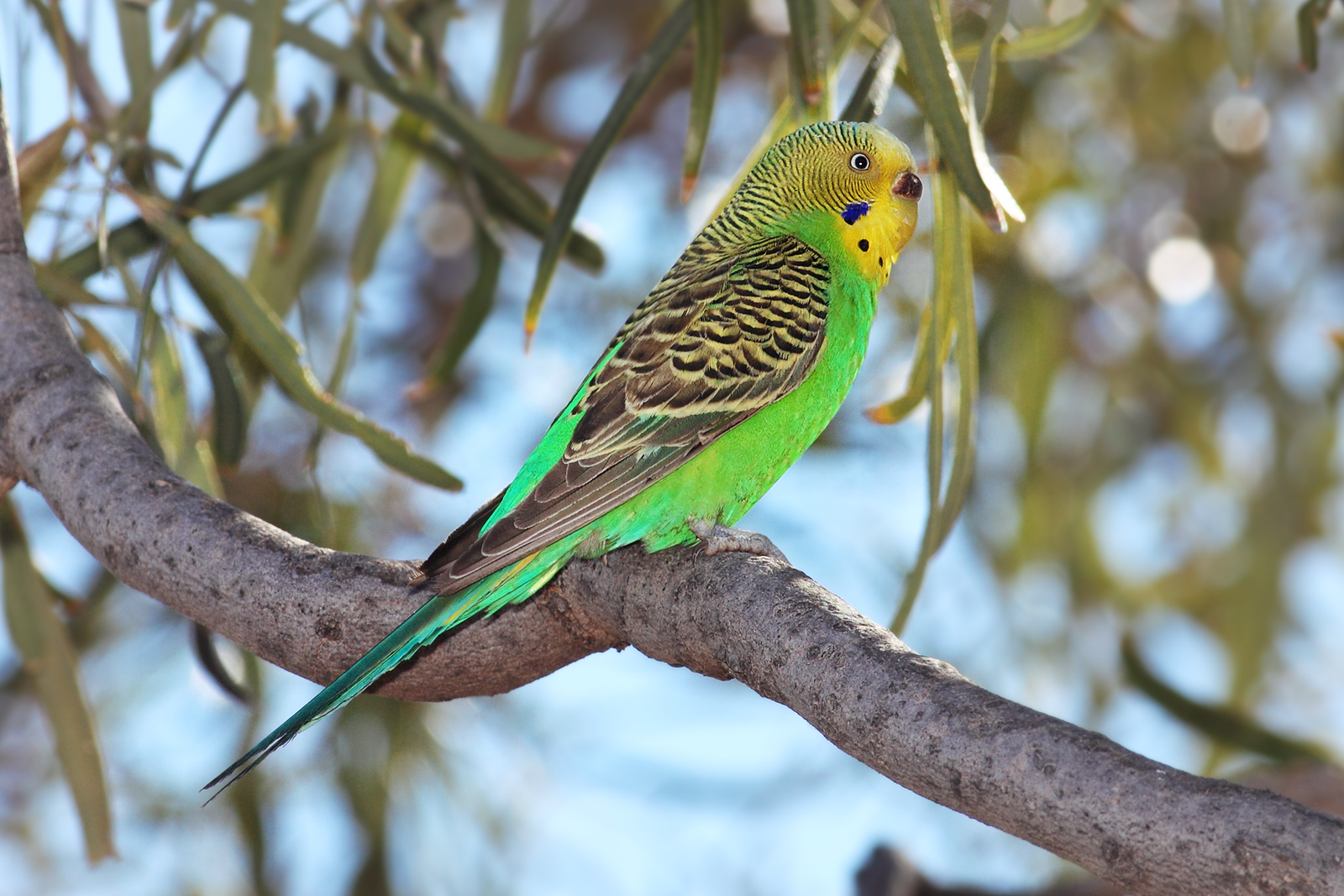
Melopsittacus undulatus

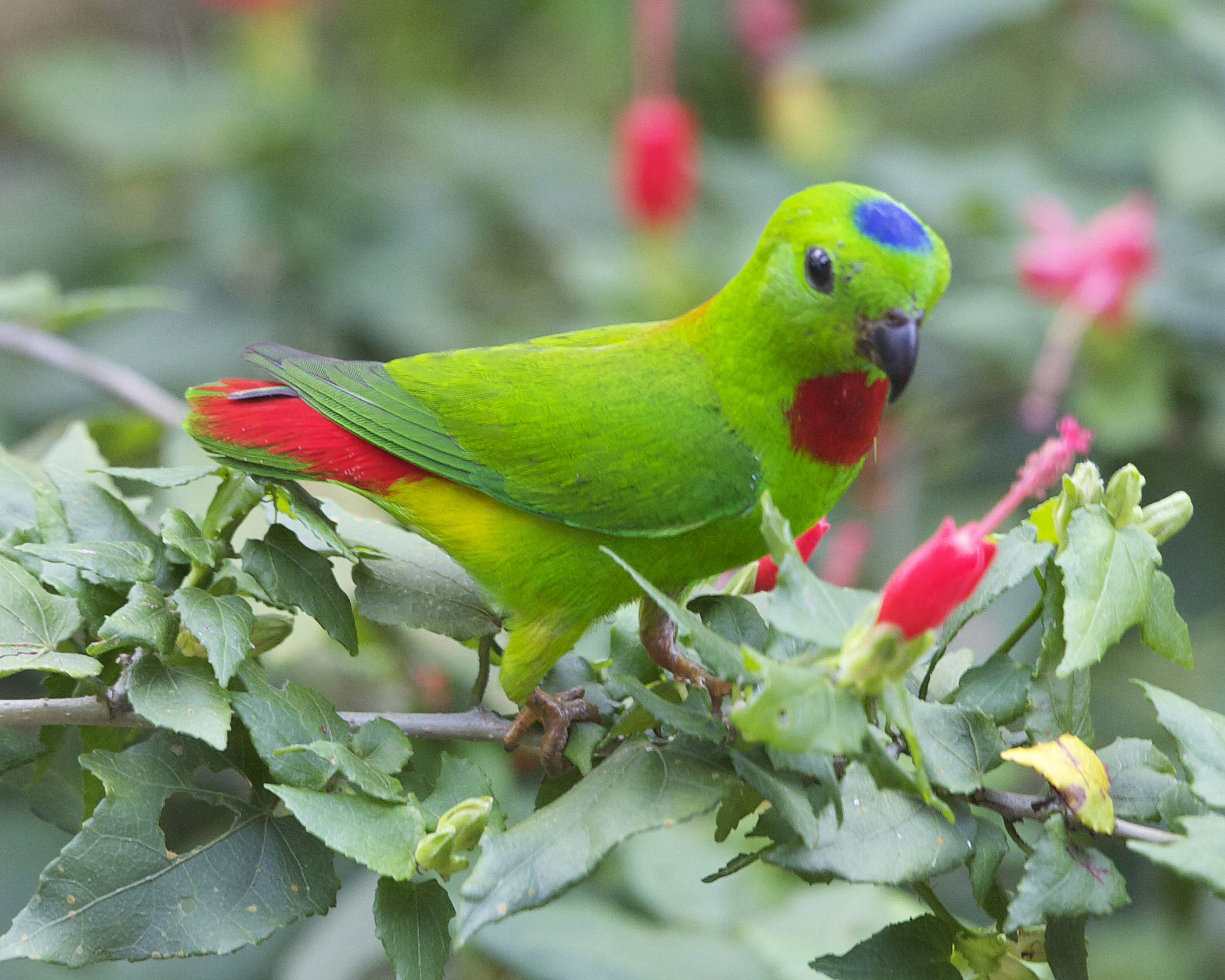
Loriculus galgulus

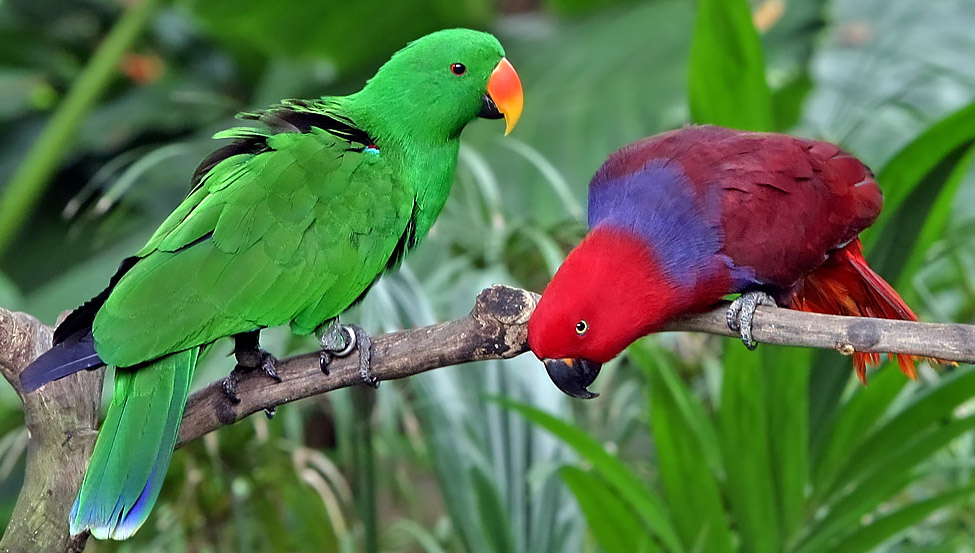
Eclectus roratus

- Підродина Platycercinae
  - Триба Pezoporini
    - Рід Neopsephotus — рожевогрудий папужка
    - Рід Neophema — лучний папужка
    - Рід Pezoporus — болотяний папужка

  - Триба Platycercini
    - Рід Prosopeia — фіджійський папуга
    - Рід Eunymphicus — рогатий папуга
    - Рід Cyanoramphus — какарікі
    - Рід Platycercus — розела
    - Рід Barnardius — чорноголова розела
    - Рід Purpureicephalus — червоноголовий папуга
    - Рід Lathamus — червоногорлий папужка
    - Рід Northiella — червоночеревий папуга
    - Рід Psephotus — папужка
- Підродина Psittacellinae
  -     - Рід Psittacella — папуга-бронзоголов
- Підродина Loriinae — лорійні
  - Триба Loriini
    - Рід Chalcopsitta — новогвінейський лорі
    - Рід Charmosyna — червоно-зелений лорікет
    - Рід Eos — червоний лорі
    - Рід Glossopsitta — лорікет-нектароїд
    - Рід Lorius — лорі
    - Рід Neopsittacus — лорі-гуа
    - Рід Oreopsittacus — гірський лорі
    - Рід Phigys — лорі-самітник
    - Рід Pseudeos — моренговий лорі
    - Рід Trichoglossus — лорікет
    - Рід Vini — лорі-віні

  - Триба Melopsittacini
    - Рід Melopsittacus — хвилястий папужка

  - Триба Cyclopsittini
    - Рід Cyclopsitta — новогвінейський папужка
    - Рід Psittaculirostris — новогвінейський папуга
- Підродина Agapornithinae
  -     - Рід Agapornis — нерозлучник
    - Рід Loriculus — кориліс
    - Рід Bolbopsittacus — філіпінський папуга
- Підродина Psittaculinae
  - Триба Polytelini
    - Рід Alisterus — алістер
    - Рід Aprosmictus — папуга-червонокрил
    - Рід Polytelis — періко

  - Триба Psittaculini
    - Рід Psittinus — синьоголовий папуга
    - Рід Geoffroyus — лоріто
    - Рід Prioniturus — папуга-віхтьохвіст
    - Рід Tanygnathus — папуга-червонодзьоб
    - Рід Eclectus — зелено-червоний папуга
    - Рід Psittacula — афро-азійський папуга

  - Триба Micropsittini
    - Рід Micropsitta — папужка-пігмей